# Nhị Lâm
Nhị Lâm (tiếng Trung: 二林鎮; bính âm: Èrlín Zhèn) là một trấn của huyện Chương Hóa, tỉnh Đài Loan, Trung Hoa Dân Quốc (Đài Loan). Thời cổ, địa bàn Nhị Lâm là nơi sinh sống của thổ dân Babuza. Tổng diện tích của trấn là 92,8576 km², dân số vào tháng 8 năm 2011 là 53.730 người thuộc 14.399 hộ gia đình, mật độ cư trú đạt 578,6 người/km².